# Hildegarde Haas
Hildegarde Haas (1926–2002) foi uma artista americana nascida em Frankfurt, na Alemanha. Os seus pais mudaram-se para os Estados Unidos com ela em 1937.

## Colecções
As suas obras de arte fazem parte das seguintes colecções:
- Museu de Arte Moderna de Nova York[1]
- Museu Smithsoniano de Arte Americana[2]
- Galeria Nacional de Arte, de Washington[4]
- Museu de Arte de Dallas[5]
- Academia de Belas Artes da Pensilvânia[6]
- Museu de Arte de Cleveland[7]